# Белые раджи
Бе́лые раджи́ (Бру́ки) (англ. White Rajahs) — династия королей Саравака — англичан, правившая с 1841 по 1941 год и в 1946 году.

## Короли и годы правления
1. Сэр Джеймс Брук (1841—1868)
2. Чарльз Энтони Джонсон Брук (1868—1917), племянник (сын сестры) сэра Джеймса Брука
3. Сэр Чарльз Вайнер Брук (1917—1941, 1946), сын Чарльза Энтони Джонсона Брука

## История
Вплоть до XIX века всем островом Калимантан (Борнео) правил султан Брунея, однако в условиях бездорожья и непроходимости джунглей его правление было не очень крепким, а местами вообще номинальным. С разных сторон на остров приезжали колонисты — китайцы, малайцы, филиппинцы, жизнь была свободная и насыщенная. Но основное население острова составляли даяки — многочисленные воинственные местные племена, жившие (и живущие по сей день) натуральной жизнью и проводящие время в бесконечных войнах с себе подобными. Племя Ибан (морские даяки или морские пираты — хотя живут они преимущественно глубоко в джунглях) — одно из самых многочисленных даякских племен.

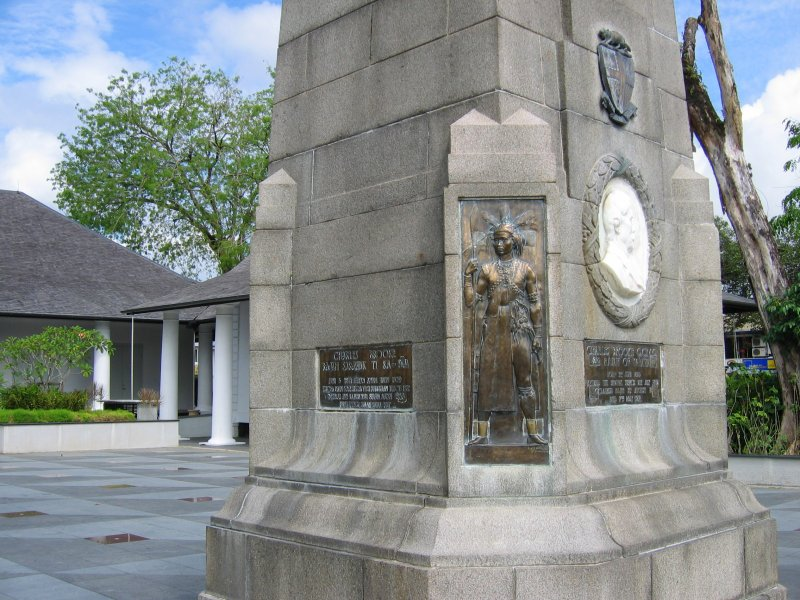
Мемориал Брука в Кучинге

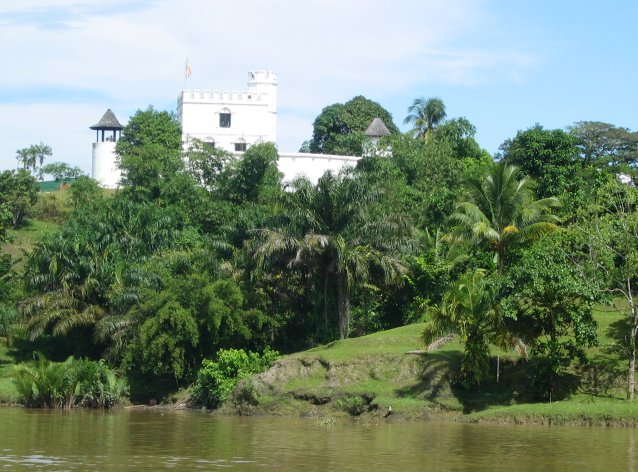
Форт Маргарита в Кучинге

В 1839 году сэр Джеймс Брук, вышедший в отставку чиновник Британской Ост-Индской компании, по стечению обстоятельств отправился на Борнео с поручением от правителя Сингапура. У него был хорошо оснащённый военный корабль. Человек образованный и опытный, он быстро завоевал доверие Султана, который стал с ним советоваться по поводу подавления мятежа, поднятого малайцами и даяками в Сараваке. Получив полномочия от Султана, Джеймс Брук высадился в Сараваке и, проведя небольшую военную операцию и умелую дипломатическую миссию, за десять дней навёл порядок, прекратив мятеж. По договоренности с Султаном Джеймс Брук получил во владение небольшую область на реке Саравак, где он основал город Кучинг в 1842 году. Так началась династия Белых Раджей.
Белые раджи, пользуясь политикой «разделяй и властвуй», добились высокого авторитета в племенах и смогли навести порядок.
Среди даяков был распространён обычай охоты за головами, приводящий к самоистреблению, с которыми пытались бороться белые раджи.
С 1868 по 1917 год страной правил второй раджа — Чарльз Энтони Джонсон Брук, племянник Джеймса. Он путём продуманных и строгих мер смог прекратить охоту за головами и привести Саравак к мирному развитию.
Третий Раджа Чарльз Вайнер Брук правил вплоть до японской оккупации Саравака в 1941 году.
После капитуляции Японии в 1945 году белый раджа передал власть британской короне в 1946 году под влиянием окружения и жены, получив за это богатое содержание.